# Microgravity Science Glovebox

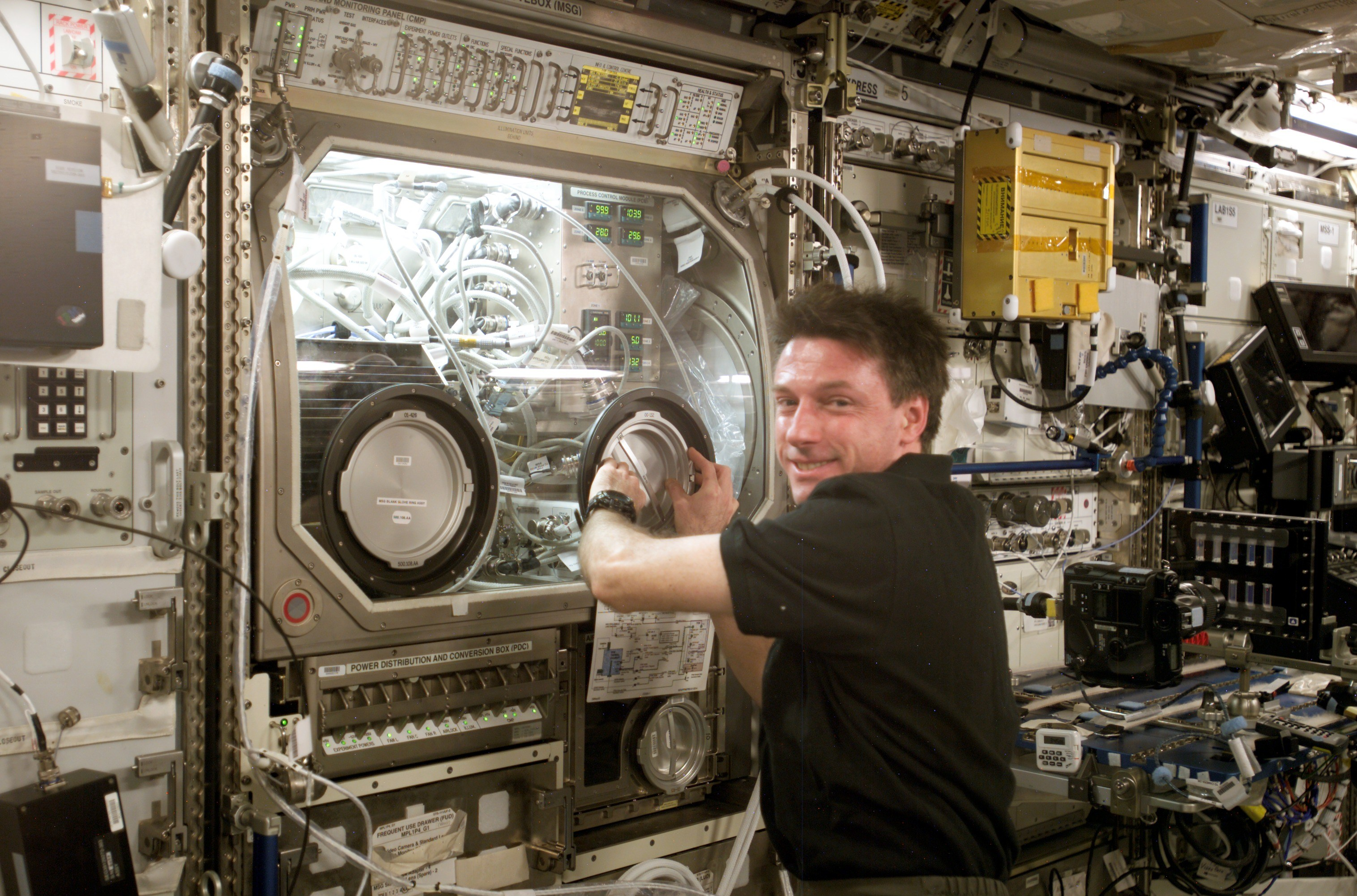
Il comandante della Expedition 8 Michael Foale conduce un esperimento sulla Microgravity Science Glovebox.

Il Microgravity Science Glovebox (MSG) fornisce un ambiente sicuro per la ricerca sui liquidi, sulla combustione e sui materiali pericolosi a bordo della Stazione spaziale internazionale. Senza l'MSG molti tipi di esperimenti sarebbero impossibili o severamente limitati. Il Microgravity Science Glovebox occupa un rack da pavimento a soffitto all'interno del modulo Destiny. È grande più del doppio del suo omologo volato sullo Space Shuttle e può contenere esperimenti voluminosi che hanno dimensioni circa il doppio di un bagaglio a mano per i voli in aereo.